# Diaspis cuneata
Diaspis cuneata är en insektsart som beskrevs av Vernalha et al. 1965. Diaspis cuneata ingår i släktet Diaspis och familjen pansarsköldlöss. Inga underarter finns listade i Catalogue of Life.